# Ochicanthon laetus
Ochicanthon laetus là một loài bọ cánh cứng trong họ Bọ hung (Scarabaeidae).